# I'm Not the Only One
Singles de Sam Smith
Stay with Me
(2014) Like I Can
(2014)
Pistes de In the Lonely Hour
Leave Your Lover I've Told You Now
I'm Not the Only One est une chanson du chanteur anglais Sam Smith, présente sur son premier album In the Lonely Hour (2014).
Elle a été éditée comme single au Royaume-Uni le 31 août 2014. La chanson a été écrite par Sam Smith et Jimmy Napier.
Il existe une reprise des Lucky Chops du même titre en version cuivre/bois . Une musique arrangé par Louis Seguet et les membres du groupe que sont Josh Holcomb au trombone, Joshua Gawel à la trompette, Daro Behroozi au saxophone ténor, Raphael Buyo au tuba, Leo Pellegrino au saxophone baryton, Charles Sams à la batterie, Kevin Congleton au tambour.

## Clip vidéo
Le clip officiel a été réalisé par Luke Monaghan. Il a été diffusé sur YouTube le 1er août 2014. On y trouve l'actrice Dianna Agron, jouant une épouse bafouée et Chris Messina, qui est la cause et le remède du chagrin d'amour d'Agron, qui commence le clip en pleurant sur son sort. Agron débouche ensuite une bouteille de vin blanc au milieu d'un magasin d'alcools, noie ses problèmes dans l'alcool, et puis met finalement le feu à des biens de Messina. À la fin de la vidéo, elle l'accueille à la maison comme si rien ne s'était passé.

## Charts
La chanson est en janvier 2015, la chanson de Sam Smith ayant le plus de succès avec de nombreuses premières places à des hit-parades nationaux comme l'UK Singles Chart.
La chanson a atteint la 3e place du UK Singles Chart et la 5e du Billboard Hot 100. Un remix officiel de la chanson, mettant notamment en avant deux versets du rappeur américain ASAP Rocky, est sorti le 9 septembre 2014.